# What Matters Most
What Matters Most (рус. Самое главное) — тридцать третий студийный альбом американской певицы Барбры Стрейзанд, вышедший 23 августа 2011 года. Дебютировал на четвёртой позиции чарта Billboard 200.

## Варианты релиза
What Matters Most издан в нескольких вариантах. В стандартном (Regular Version), содержит 10 ранее не записанных Барброй песен. В расширенном (Deluxe Version), в нём к 10 песням стандартного издания добавлены ещё десять композиций на отдельном диске, которые уже были спеты певицей ранее. В специальной версии сети «Starbucks», где кроме 10 новых песен присутствуют три бонус-трека — ранее записанные Барброй песни. Также альбом доступен в версии Deluxe Version (2CD) с бонусным DVD-диском «Behind the Scenes» (рус. «За сценой»), содержащим 20 минутный фильм, рассказывающий о создании альбома.

## Список композиций

### Regular Version (1 CD)
| №   | Название                           | Автор(ы)                                       | Длительность |
| --- | ---------------------------------- | ---------------------------------------------- | ------------ |
| 1.  | «The Windmills of Your Mind»       | Michel Legrand, Alan Bergman, Marilyn Bergman  | 3:54         |
| 2.  | «Something New in My Life»         | Michel Legrand, Alan Bergman, Merilyn Bergman  | 4:02         |
| 3.  | «Solitary Moon»                    | Johnny Mandel, Alan Bergman, Merilyn Bergman   | 4:31         |
| 4.  | «Nice 'n' Easy»                    | Lew Spence, Alan Bergman                       | 4:27         |
| 5.  | «Alone in the World»               | Jerry Goldsmith, Alan Bergman, Merilyn Bergman | 4:09         |
| 6.  | «So Many Stars»                    | Sergio Mendes, Alan Bergman, Merilyn Bergman   | 4:29         |
| 7.  | «The Same Hello, The Same Goodbye» | John Williams, Alan Bergman, Merilyn Bergman   | 4:11         |
| 8.  | «That Face»                        | Lew Spence, Alan Bergman                       | 4:31         |
| 9.  | «I'll Never Say Goodbye»           | David Shire, Alan Bergman, Merilyn Bergman     | 4:08         |
| 10. | «What Matters Most»                | Dave Grusin, Alan Bergman, Merilyn Bergman     | 3:12         |

### Deluxe Version (2 CD)
| №   | Название                           | Длительность |
| --- | ---------------------------------- | ------------ |
| 1.  | «The Windmills Of Your Mind»       | 3:54         |
| 2.  | «Something New In My Life»         | 4:02         |
| 3.  | «Solitary Moon»                    | 4:31         |
| 4.  | «Nice 'n' Easy»                    | 4:27         |
| 5.  | «Alone In the World»               | 4:09         |
| 6.  | «So Many Stars»                    | 4:29         |
| 7.  | «The Same Hello, The Same Goodbye» | 4:11         |
| 8.  | «That Face»                        | 4:31         |
| 9.  | «I'll Never Say Goodbye»           | 4:08         |
| 10. | «What Matters Most»                | 3:12         |

| №   | Название                                              | Автор(ы)                                       | Длительность |
| --- | ----------------------------------------------------- | ---------------------------------------------- | ------------ |
| 1.  | «The Way We Were»                                     | Marvin Hamlisch, Alan Bergman, Marilyn Bergman | 3:30         |
| 2.  | «What Are You Doing the Rest of Your Life?»           | Michel Legrand, Alan Bergman, Marilyn Bergman  | 3:19         |
| 3.  | «You Don't Bring Me Flowers» (Duet With Nail Diamond) | Neil Diamond, Alan Bergman, Marilyn Bergman    | 3:24         |
| 4.  | «Papa, Can You Hear Me?»                              | Michel Legrand, Alan Bergman, Marilyn Bergman  | 3:29         |
| 5.  | «Pieces of Dreams»                                    | Michel Legrand, Alan Bergman, Marilyn Bergman  | 3:26         |
| 6.  | «The Island»                                          | Ivan Lins, Alan Bergman, Marilyn Bergman       | 4:35         |
| 7.  | «The Summer Knows»                                    | Michel Legrand, Alan Bergman, Marilyn Bergman  | 3:40         |
| 8.  | «How Do You Keep the Music Playing?»                  | Michel Legrand, Alan Bergman, Marilyn Bergman  | 5:09         |
| 9.  | «After the Rain»                                      | Michel Legrand, Alan Bergman, Marilyn Bergman  | 3:43         |
| 10. | «A Piece of Sky»                                      | Michel Legrand, Alan Bergman, Marilyn Bergman  | 4:20         |

### Starbucks Version (1 CD)
| №   | Название                                                            | Длительность |
| --- | ------------------------------------------------------------------- | ------------ |
| 1.  | «The Windmills of Your Mind»                                        | 3:54         |
| 2.  | «Something New in My Life»                                          | 4:02         |
| 3.  | «Solitary Moon»                                                     | 4:31         |
| 4.  | «Nice 'n' Easy»                                                     | 4:27         |
| 5.  | «Alone in the World»                                                | 4:09         |
| 6.  | «So Many Stars»                                                     | 4:29         |
| 7.  | «The Same Hello, The Same Goodbye»                                  | 4:11         |
| 8.  | «That Face»                                                         | 4:31         |
| 9.  | «I'll Never Say Goodbye»                                            | 4:08         |
| 10. | «What Matters Most»                                                 | 3:12         |
| 11. | «The Way We Were» (Bonus Track)                                     | 3:30         |
| 12. | «You Don't Bring Me Flowers» (Duet With Nail Diamond (Bonus Track)) | 3:24         |
| 13. | «What Are You Doing the Rest of Your Life?» (Bonus Track)           | 3:19         |

## Подробнее о песнях
«The Windmills of Your Mind» (перевод: «Ветряные мельницы твоего мышления») первоначально исполнена Ноэлем Харрисоном для фильма «Афера Томаса Крауна» (1968 год). В том же году композиция получила «Оскара» в номинации «Лучшая песня».
«Something New in My Life» («Кое-что новое в моей жизни») — лейтмотив из кинофильма «Микки и Мод» 1984 года, спетый Стивеном Бишопом.
«Solitary Moon» («Уединённая Луна») ранее была записана Ширли Хорн и Матисом.
«Nice ‘n’ Easy» («Хороший и Лёгкий») была спета Фрэнком Синатра, как заглавная песня с его альбома от 1960 года. Эта песня — один из первых хитов Бергманов.
«Alone in the World» («Один в мире») была написана для фильма 1990 года «Русский отдел», с Шоном Коннери и Мишель Пфайффер в главных ролях. Патти Остин спела песню на альбоме саундтрека к фильму.
«So Many Stars» («Так много звёзд») впервые была записана Лани Холлом на альбоме Сержио Мендеса «Look Around» 1968 года.
«The Same Hello, The Same Goodbye» («То же самое приветствие, то же самое прощание») была написана Джоном Уильямсом и Бергманами специально для Фрэнка Синатры, который намеревался сделать запись песни, но так и не сделал.
«That Face» («Это лицо») написана Аланом Бергманом в 1957 году специально для Мэрилин в качестве подарка на помолвку. Он надеялся, что песня, в духе творчества Фреда Астера (Мэрилин в те годы очень любила его), растопит её сердце, потому что не был уверен, что она согласится выйти за него. Удивлению Алана не было предела, когда Астер захотел исполнить «That Face». Как только легендарный певец записал песню, Алан с гордостью принёс её запись Мэрилин и дав послушать, сделал ей предложение. «Разве я могла сказать „нет“?», — риторически вопрошает Мэрилин, в интервью данном Sony Music Entertainment для промоушена альбома «What Matters Most». Ранее Барбра исполняла эту композицию на телевидении в 1966 году.
«I’ll Never Say Goodbye» («Я никогда не скажу прощай») была номинирована на «Оскара», как песня из фильма «Обещание» 1979 года. Стрейзанд спела эту композицию на мероприятии «Персона года «MusiCares» 2011».
«What Matters Most» («Самое главное») родом из кинофильма «Чемпион» (1979), в главных ролях которого снялись Джон Войт и Рики Шродер.

## Над альбомом работали

### Запись
- Вокал — Барбра Стрейзанд (Barbra Streisand)
- Лирика — Мэрилин Бергман (Marilyn Bergman), Алан Бергман (Alan Bergman)
- Композиторы — Джерри Голдсмит (Jerry Goldsmith), Дэйв Грусин (Dave Grusin), Мишель Легран (Michel Legrand), Джонни Мандел (Johnny Mandel), Сержио Мендес (Sergio Mendes), Дэвид Шир (David Shire), Лью Спенс (Lew Spence), Джон Уильямс (John Williams), Алан Бергман (Alan Bergman), Мэрилин Бергман (Marilyn Bergman)
- Гитара — Джон Киодини (John Chiodini), Дин Паркс (Dean Parks)
- Барабаны — Питер Эрскайн (Peter Erskine), Грегг Филд (Gregg Field), Джон Робинсон (John Robinson)
- Саксофон — Дэн Хиггинс (Dan Higgins)
- Арфа — Гэйл Левант (Gayle Levant)
- Клавишные — Томас Райнер (Thomas Ranier), Рэнди Волдмен (Randy Waldman)
- Бас — Чарльз Бергофер (Charles Berghofer), Йэн Мартин (Ian Martin), Нил Стубенаус (Neil Stubenhaus)
- Труба — Крис Ботти (Chris Botti)
- Клавишные — Томас Райнер (Thomas Ranier), Рэнди Волдмен (Randy Waldman)

### Ответственные за выпуск
- Продюсер — Барбра Стрейзанд (Barbra Streisand)
- Персональный ассистент — Рената Бузер (Renata Buser)
- Координатор проекта — Шери Сатклифф (Shari Sutcliffe)
- Художественный руководитель — Дэйв Бетт (Dave Bett)
- Руководитель оркестра — Джина Зиммитти (Gina Zimmitti)
- Концертмейстер — Брюс Дюков (Bruce Dukov)
- Художник-постановщик — Кристин Лум (Kristin Lum)
- Менеджер — Питер Флетчер (Peter Fletcher)
- A&R — Джей Ландерс (Jay Landers)
- Аранжировщики — Уильям Росс (William Ross), Патрик Уильямс (Patrick Williams)
- Инженеринг — Армин Штайнер (Armin Steiner), Дэйв Рейцас (Dave Reitzas)
- Мастеринг, сведение — Дэйв Рейцас (Dave Reitzas)
- Фотограф — Камилла Моранди (Camilla Morandi)
- Художник — Кристи Б.Томас (Christie B. Thomas)
- Фотография обложки — Рассел Джеймс (Russell James)[7]

## Дополнительные факты
«Их обоих я знаю с 18 лет. Они пишут лирику, которая мне по-настоящему нравится. Я назвала альбом «What Matters Most», потому что я думаю, что самое главное это дружба: надежная дружба, настоящая дружба, долгая дружба; а также любовь и уважение. Приятно работать с людьми, которых ты любишь на протяжении несколько десятилетий, как невероятных лириков, как близких друзей: она – талантливый повар, а он – божественный человек. Сотрудничать было весело, уютно. Мы почти как семья. Мы и есть семья, которой должны быть»…
- Полное название альбома звучит как: «What Matters Most: Barbra Streisand sings the Lyrics of Alan & Marilyn Bergman», — что можно перевести с английского, как: «Самое главное: Барбра Стрейзанд поет лирику Алана и Мэрилин Бергман».
- Альбом полностью состоит из песен, тексты которых написали давние друзья певицы Мэрилин и Алан Бергман.
- Выпуск альбома с песнями авторства Мэрилин и Алана — был давней мечтой Стрейзанд, которая осуществилась.
- Барбра сама выступила продюсером альбома.[9]
- «What Matters Most» последний номерной альбом Барбры в рамках сотрудничества с лейблом Columbia Records.
- Стрейзанд принимала непосредственное участие в оформлении альбома: выбрала шрифты, фотографии (в том числе для обложки), а также проверила корректность лирики напечатанной в буклете диска.[10]
- Крис Ботти принял участие в записи трека «Alone in the World» по личному приглашению Барбры Стрейзанд.[11]
- Стрейзанд брала уроки португальского у композитора Дори Кэймми, чтобы исполнить несколько строк в песне «So Many Stars» на португальском языке.[12]
- Для привлечения внимания к выпуску альбома 23 августа на цифровой сети «Starbucks» стала доступна запись 30 минутного выступления Барбры на мероприятии Персона года «MusiCares». К 29 августа доступ к просмотру выступления обещает быть закрытым.[13]
- «What Matters Most» стал 31 альбомом Барбры, который попал в топ-10 Billboard 200, что позволило певице обогнать в этом достижении легендарных The Beatles (30). Только успехи Rolling Stones (36) и Фрэнка Синатры (33) по-прежнему неприступны.[14]
- Барбра, Мэрилин и Алан посвятили альбом американскому режиссёру Сидни Поллаку.[15]